# DJ Shadow
Joshua Paul Davis, dit DJ Shadow, est un musicien, producteur et disc jockey américain, né le 29 juin 1972 à Hayward, en Californie. Il est aussi reconnu comme une figure emblématique du mouvement hip-hop expérimental. Il est le premier à avoir produit un album entièrement composé de samples. Pour son activité de DJ, il possède une grande collection de 60 000 albums.
En parallèle de ses travaux en solo, DJ Shadow participe à de nombreux autres projets collectifs, avec notamment Cut Chemist (Brainfreeze, Product Placement et The Hard Sell), DJ Krush (Duality, Meiso), Massive Attack (Karmacoma), DJ Q-Bert (Camel Bobsled Race), Mos Def (Six Days) ou encore UNKLE.

## Biographie

### Jeunesse et débuts (1972–1995)
Joshua Paul « Josh » Davis est né le 29 juin 1972 à Hayward, en Californie. En 1983, il se découvre une passion pour le hip-hop et il obtient ses premières platines l'année suivante à l'âge de 12 ans.
Au début des années 1990, Josh fait sa première expérience musicale au lycée à Davis, en Californie, et se lance comme disc jockey à la radio KDVS de l'University of California à Davis. Il commence à produire ses premiers mixes sur un enregistreur à cassettes quatre pistes de la marque Yamaha, et l'une d'elles finit par arriver sur le bureau du directeur de la radio KMEL de San Francisco. Il est rapidement contacté par le label Hollywood Records pour qui il réalise quelques remixes et avec lequel il publie l'EP Lesson 4 qui retiendra l'attention de James Lavelle, à l'époque tout jeune directeur du aujourd'hui défunt label Mo'Wax. Au même moment, avec Lyrics Born et le duo Blackalicious, il fonde Solesides, son propre label, dont les productions se composent de samples, mixes, ou scratchs, le tout relevé par une rythmique hip-hop. Mais ce sont finalement les EPs produits pour Mo'Wax publiés en 1994, comme In/Flux et Lost and Found, qui le populariseront et lui permettront de se faire un nom. Grâce au label londonien entre autres, DJ Shadow peut compter sur une large diffusion d'Amérique jusqu'en Europe en passant par le Japon, où sa musique est très populaire.

### Popularité (1996–2008)

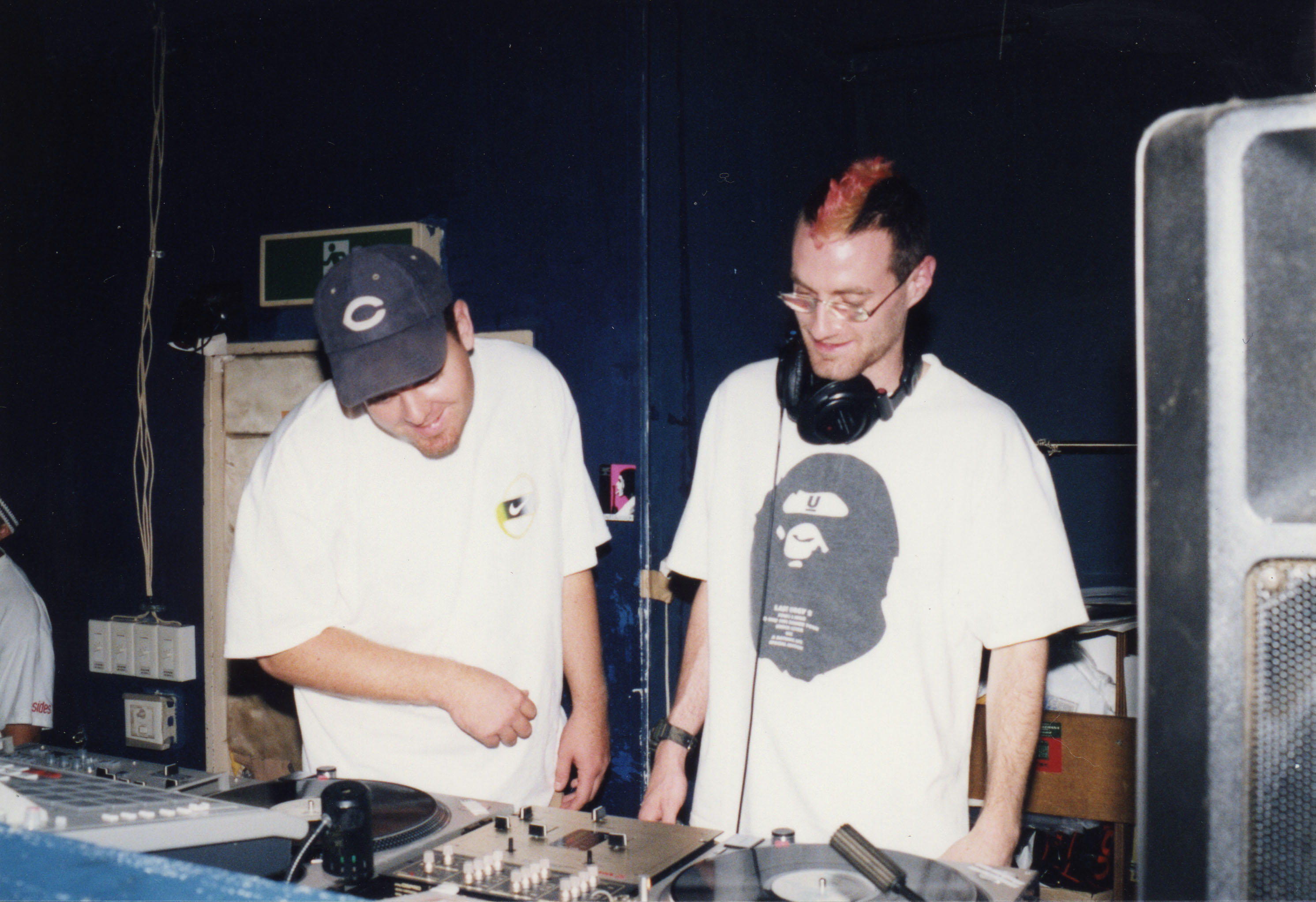
DJ Shadow et James Lavelle au club Blue de Tokyo, au Japon, le 6 août 1997.

Le premier album de Shadow, Endtroducing....., est publié le 19 novembre 1996, et reçoit un accueil particulièrement soutenu, encensé à la fois par la critique et par le public. L'album atteint la 37e place des Billboard Heatseekers. Endtroducing est également cité pour la première fois en 2001 dans le Livre Guinness des records, pour sa composition à partir d'échantillons musicaux provenant d'autres disques. En novembre 2006, le magazine Time le cite dans son classement des 100 meilleurs albums de tous les temps. En novembre 2014, la marque d'automobiles Chevrolet utilise un bout de la chanson Building Steam With a Grain of Salt de DJ Shadow, extraite de l'album, dans une publicité pour Chevy.
En 1998, sort Preemptive Strike, une compilation des singles de l'ère Mo'Wax. Plus tard, cette même année, le premier album du collectif U.N.K.L.E., intitulé Psyence Fiction, est coproduit par DJ Shadow et James Lavelle, directeur du label Mo'Wax. Il contient des collaborations artistiques de Thom Yorke (Radiohead), Richard Ashcroft (The Verve) et Mike D (Beastie Boys), entre autres. En 1999, son label Solesides devient Quannum Projects. Vers 2000, DJ Shadow produit la bande-son du documentaire Dark Days filmé par le réalisateur britannique Marc Singer. DJ Shadow débute la composition de son deuxième album, The Private Press, en 1999, qui est publié le 4 juin 2002 et qui atteint la 44e place du Billboard 200. En 2004, DJ Shadow publie un CD/DVD live intitulé In Tune and On Time, enregistré à Londres. Le concept pour DJ Shadow était de créer un spectacle original avec projection vidéo pour illustrer ses idées, où il pourrait reconstruire ses morceaux ou ceux des autres, ne pas rejouer la version studio, faire évoluer les sonorités et les rythmes.
En 2005, DJ Shadow travaille avec le graphiste Shepard Fairey d'Obey Giant sur le projet Public Works. L'album est réédité la même année sous le titre Endtroducing..... - Deluxe Edition et comporte un deuxième CD, Excessive Ephemera — sorti également en vinyle — incluant des versions alternatives ainsi qu'un extrait des concerts issus de sa première tournée. Après une pause, DJ Shadow publie son album The Outsider le 19 septembre 2006, au label Universal Records. L'album met en avant nombre de talents hip-hop de la baie de San Francisco, notamment les rappeurs E-40 et Keak da Sneak, et fait la part belle au mouvement local hyphy, qui déroute certains fans de DJ Shadow, qui n'y retrouvent pas les sons qui l'ont fait connaître, mais est quand même salué par nombre de critiques et le mouvement hip-hop local, qui y voient là un effort pour promouvoir le son de la Baie. The Outsider se classe 77e du Billboard 200.

### DJ Heroet divers sorties (depuis 2009)
2009 devient une année riche en rebondissement pour DJ Shadow qui innove encore dans sa manière d'appréhender la musique. Dès le mois de mai il annonce sa participation au jeu vidéo DJ Hero développé et publié par Activision.
En août 2009, il lance deux projets inédits sur sa plateforme web. D'abord la série DJ Shadow Handmade qui lui permet d'effectuer les pressages lui-même sans plus passer par son label (avec des pochettes vinyle cartonnées de 180 grammes) et autorise une personnalisation maximale pour chacun de ses fans (le nom ou pseudo de l'acheteur étant écrit à la main au dos, et numéroté). Certains pressages ne sont disponibles qu'en vinyles, l'inverse existant. Tous en revanche sont téléchargeables en MP3 à l'exception de The Outsider Instrumentals. La plupart des disques contiennent des lives, bien que la série ait vu la ressortie de Psyence Fiction en version de luxe avec des pistes inédites, ainsi que du Bay Area EP. Le deuxième projet étant le DJ Shadow Digital qui permet dès lors de racheter la plupart de ses morceaux en MP3. Fin septembre 2009, encore par le biais de son site officiel est créé le DJ Shadow Remix Project, quand Shadow invite ses fans à remixer ses propres morceaux. Vu l'impact, Shadow annonce la préparation d'un disque regroupant les meilleurs morceaux et mis à leur disposition gratuitement à l'achat de quelque produit que ce soit par le biais du site internet, à condition que les fans eux-mêmes dessinent la pochette. Le 2 juillet 2010, est annoncée la sortie imminente du produit.
Le 2 juillet 2010, Shadow commence son Tour 2010 en Europe par le festival Au Foin de la Rue à Saint-Denis-de-Gastines, puis par le Festival de Domaize en France. Les premiers retours parlent de visuels ambitieux : dorénavant DJ Shadow opérera depuis l’intérieur d'une sphère recouverte d’une toile de cinéma sur laquelle seront projetées des images dédiées, ce qui donne une impression de 3D. Bien qu'à certains moments on puisse de nouveau voir Shadow, il est évident qu'il n'est plus le point central de la scène. Mais c'est évidemment les nouvelles chansons qu'attendent le plus les fans de l'artiste, sachant la sortie prochaine d'un nouvel album. Seuls cinq nouveaux morceaux sont joués en concert. Def Surround Us, diffusé en avant-première dans l'émission radio de Zane Lowe sur BBC One dès le 6 juillet 2010, est aussi officiellement annoncé comme étant le prochain single dont la sortie est imminente. Le morceau mélange musique électronique et breakbeat, relevé par un sample vocal alarmiste : Though we are alive, Def surrounds us (littéralement « bien que nous soyons vivants » et « la mort est partout » en français). Les autres morceaux s'intitulent I Gotta Rock (big beat puissant), Redemeed (trip hop), et le nom des autres morceaux reste encore inconnu.
DJ Shadow participe au deuxième opus du jeu vidéo DJ Hero, DJ Hero 2, publié à la fin de 2010, dans lequel il mixe les titres Love Lockdown de Kanye West avec The Day that Never Comes de Metallica, et Put On de Young Jeezy et Kanye West avec Enuff de DJ Shadow.
Le 12 août 2014, Shadow lance un nouveau label, Liquid Amber et y publie The Liquid Amber EP.
En avril 2015, un mystérieux groupe appelé Nite School Klik publie un single intitulé Posse sur Liquid Amber. En mai 2015, Shadow révèle lors d'un entretien avec Billboard qu'il s'agissait de lui aux côtés du producteur trap G Jones.
En mars 2016, Dj Shadow annonce un nouvel album : The Mountain Will Fall (en). Sorti le 24 juin 2016 sur le label Mass Appeal Records, c'est son cinquième album studio.

## Collaborateurs artistiques
Certains de ses clips sont créés par de réalisateurs, comme Six Days par Wong Kar-wai. Il sait également s'entourer de graphistes ou photographes de talent au moment de la création des visuels de ses albums, comme B+, William Bankhead et Ben Drury pour Endtroducing....., Futura 2000 pour Psyence Fiction, Keith Tamashiro de Soap Design pour The Private Press, et Paul Insect pour The Outsider.

## Discographie

### Albums studio
- 1996 : Endtroducing.....
- 2002 : The Private Press
- 2006 : The Outsider
- 2011 : The Less You Know, The Better
- 2013 : The Mountain Will Fall
- 2019 : Our Pathetic Age
- 2023 : Action Adventure

### DJ Shadow Handmade
En janvier 2010, la collection comprend 10 albums et 6 vinyles :
- 2009 : Bay Area EP (LP)
- 2009 : The Outsider Instrumentals (2LP)
- 2009 : Evening Session Mix, 1998 (LP + CD)
- 2009 : Skratchcon Rehearsal Mix, 2000 (LP + CD)
- 2009 : Live at Bizarre Festival Germany, 2002 (2LP + CD)
- 2009 : XFM Mix, 2002 (LP + CD)
- 2009 : Spinning Live in NYC, 1996 (CD)
- 2009 : Live in Milan, Italy, 1999 (CD)
- 2009 : Quannum Crew Live At XFM, London, December 2000 (CD)
- 2009 : Mary Anne Hobbs Mix BBC1, 2002 (CD)
- 2009 : UNKLE - Psyence Fiction Deluxe Edition (CD ; lot accompagné d'un deuxième CD, Live from New York and Austin, ainsi que d'un t-shirt aux couleurs d'UNKLE dessiné par Futura 2000)

### Albums live
- 2004 : Live! In Tune and on Time (DVD + CD) (Island)
- 2006 : Live at Brixton Academy - December 2006 (Island ; Bootleg officiel de la tournée promotionnelle de The Outsider sorti à 2000 exemplaires, dont 100 signés de la main de l'auteur)
- 2018 : Live in Manchester: The Mountain Has Fallen Tour

### Compilations
- 1998 : Preemptive Strike (Mo'Wax / Island ; la version japonaise présente un aspect complètement remanié et est agrémentée de deux pistes supplémentaires[26].
- 1999 : Funk Spectrum : Real Funk For Real People (BBE ; avec le DJ écossais Keb Darge)
- 2002 : One To Grown On [sampler promotionnel] (MCA Records)
- 2005 : Sampler [sampler promotionnel] (Universal Music)
- 2007 : The 4-Track Era Volume 1 “The Best of the KMEL Mixes (1991)” (Shop DJShadow.com) (Reconstruction Productions)
- 2007 : The 4-Track Era Volume 2 “The Best of the Remixes and Megamixes (1990-1992)” (Shop DJShadow.com) (Reconstruction Productions)
- 2008 : The 4-Track Era Volume 3 “Best of the Original Productions (1990-1992)” (Shop DJShadow.com) (Reconstruction Productions)
- 2008 : The 4-Track Era Volume 4 “Bonus Disc KMEL Mix #4 (1991)” (Shop DJShadow.com) (Reconstruction Productions)
- 2009 : SYNCHSampler [sampler promotionnel] (2009) (Universal Music)
- 2010 : DJ Shadow Remix Project

### Mixes
- 2005 : Funky Skunk (Reconstruction Productions)

### Remixes
- 2003 : The Private Repress (Island Japon ; remixes et faces-b des singles de The Private Press)

### Albums collaboratifs
- 1998 : Psyence Fiction (Mo'Wax / Island ; avec James Lavelle, sous le nom d'UNKLE)
- 1999 : Brainfreeze (Sixty7 Recordings ; avec Cut Chemist)
- 2001 : Product Placement (One29 Recordings ; avec Cut Chemist)
- 2003 : Diminishing Returns Party Pak (Reconstruction Productions ; avec Cut Chemist ; reprenant l'Essential Mix à la Radio BBC 1 de 2001, ce double mixe est pressé à 1 000 exemplaires numérotés, réédité en avril 2009 sous le nom de Diminishing Returns)
- 2004 : Painkiller (avec Depeche Mode)
- 2004 : Product Placement On Tour (DVD + CD) (Pillage Roadshow Productions ; avec Cut Chemist)
- 2007 : The Hard Sell (Pillage Roadshow Productions ; avec Cut Chemist)
- 2008 : The Hard Sell (Encore) (Pillage Roadshow Productions ; avec Cut Chemist)

### EPs
- 1992 : Lesson 4 (Hollywood Basic Records)
- 1993 : Entropy (SoleSides)
- 1993 : In Flux/Hindsight (Mo'Wax)
- 1994 : Lost and Found (S.F.L.) (Mo'Wax)
- 1994 : What Does Your Soul Look Like (Mo'Wax)
- 1996 : Hardcore (Instrumental) Hip-Hop (Solesides)
- 1997 : High Noon (Mo'Wax / A&M)
- 1997 : Camel Bobsled Race - Q-Bert Live Mix (Mo'Wax / A&M)
- 2000 : Dark Days (MCA records ; sortis en 45 tours et single, les deux pressages sont en version limitée[27],[28])
- 2002 : Monosylabik (Mo'Wax / Island ; en 2002, une série de dix 45 tours de Monosylabik sont pressés en série limitée (100 chacun), tous avec la même piste éponyme mais avec un visuel distinct (MCA Records))
- 2002 : Selections From the Private Press (Mo'Wax / Island)
- 2007 : Bay Area EP (Universal Motown ; une version erronée, faussement censurée par le label, existe en version limitée[29]. En 2009, une réédition en vinyle pour une courte durée voit le jour dans la série DJ Shadow Handmade.)

### Singles
- 1996 : Midnight In A Perfect World (Mo'Wax / A&M)
- 1996 : Stem (Mo'Wax / A&M)
- 1996 : You Can't Go Home Again (Mo'Wax / Island)
- 2002 : Six Days (Mo'Wax / Island)
- 2003 : Mashin' On The Motorway / Walkie Talkie (Mo'Wax / Island)
- 2006 : 3 Freaks (Island ; il existe une version limitée entièrement graffée, numérotée (50 pièces) et signée par Paul Insect et Shadow[30].
- 2006 : Enuff (Island ; certaines copies ont subi le même sort que celles de 3 Freaks et on ne sait pas très bien combien de chaque ont en fin de compte été données ce jour-là)
- 2007 : This Time (Island)
- 2007 : This Time / Enuff : Remixes (White Label ; maxi 45 tours limité à 100 exemplaires, tous graffés et signés par Paul Insect[31])
- 2007 : Gabracadabra (Reconstruction Productions ; 45 tours limité à 500 exemplaires figurant une piste qui n'avait pas été achevée à temps pour l'album The Outsider[32])
- 2010 : Def Surrounds Us / I've Been Trying (premier single tiré du futur album de Shadow, il fait son apparition d'abord durant la tournée européenne d'été de l'artiste, qui en distribue quelques exemplaires surtout dans les pays de l'est où il est d'habitude moins présent, puis chez des disquaires londoniens. Toutes les pochettes sont uniques puisque Josh Davis a laissé ses enfants dessiner dessus ou y coller des choses au hasard. Limité à 100 exemplaires, le vinyle est aussi bleu clair et le mastering est réalisé aux studios Abbey Roads, à Londres)
- 2010 : Def Surrounds Us (Neil Landstrumm Remix) (dans la foulée, un vinyle vert toujours pressé à 100 exemplaires, mais cette fois-ci avec une même pochette bleu clair est aussi distribué dans des conditions similaires)

### Collaborations et/ou productions
- 1992 : Zimbabwe Legit - Shadow's Legitimale Mix (Hollywood BASIC)
- 1992 : Paris - Sleeping With the Enemy (Scarface records)
- 1993 : Asia Born - Send Them (Solesides)
- 1994 : Blackalicious - Swan Lake (Solesides)
- 1995 : Blackalicious - Melodica (Solesides)
- 1995 : DJ Krush - Meiso (Mo'Wax / Island)
- 1996 : Lateef the Truth Speaker - The Quickening (Solesides)
- 1996 : Lateef the Truth Speaker - The Wreckoning (Solesides)
- 1996 : Dr. Octagon - Octagonecologyst (Mo'Wax / Island)
- 1996 : Dr. Octagon - Octagonecologyst - Instrumentalyst (Mo'Wax / Island)
- 1996 : Solesides : Radio Sole 1 (Solesides)
- 1997 : Latryx - Lady Don't Tek No (Solesides)
- 1997 : Latryx - The Album (Solesides)
- 1998 : DJ Shadow & Dan The Automator - Bombay the Hard Way - Guns, Cars and Sitars (Motel Records)
- 1998 : UNKLE - Psyence Fiction (Mo'Wax / Island)
- 1998 : UNKLE - Rabbit On Your Headlights (Mo'Wax / Island)
- 1999 : UNKLE - Be There (Mo'Wax / Island)
- 1999 : Quannum Spectrum (Quannum Projects)
- 1999 : Blackalicious - Nia (Solesides)
- 1999 : Handsome Boy Modeling School - So... How's Your Girl? (Tommy Boy)
- 2000 : Solesides - Greatest Bumps (Quannum Projects)
- 2000 : Blackalicious - Nia (Quannum Projects)
- 2004 : Keep In Time - The Remixes (Mochilla)
- 2004 : Blues Explosion - Damage (Mute records)
- 2004 : Handsome Boy Modeling School - White People - Instrumentals (Elektra)
- 2004 : Radiohead - The Gloaming Remix (sans label ; 45 tours sous-titré Would You Buy A War From This Man (sous-entendu « Confiriez-vous votre vie à cet homme ? ») représentant le visage de Dick Cheney sous les traits d'un vampire, a été pressé à deux mille exemplaires et était disponible via djshadow.com)
- 2005 : Nigo - (B)ape Sounds (Ape Sounds)
- 2005 : Lyrics Born - Same !@#$ Different Day (Quannum Projects)
- 2005 : Cage - Hells Winter (Definitive Jux ; 45 tours sous-titré Donald The Merciless (Donald Sans Merci) représentant le visage de Donald Rumsfeld sous les traits d'un pirate, a été pressé à deux mille exemplaires pour marquer la collaboration et était disponible via djshadow.com. Il reprend certaines pistes disponibles sur l'album de Cage[33])
- 2006 : Keak Da Sneak - Thizz Iz Allndadoe (Thizz Ent.)
- 2006 : DJ Fresh - Escape From Planet Monday (Breakbeat Kaos)

### DVD et vidéos
- 2001 : Scratch (documentaire sur le milieu des deejays, de Doug Pray)
- 2002 : Dark Days (documentaire de Mark Singer dont DJ Shadow a composé la bande son)
- 2002 : Six Days (DVD single ; Island)
- 2003 : Mashin' on the Motorway / Walkie Talkie (DVD single; Island)
- 2004 : Keepintime: A Live Recording (des vinyles, disques et DVD son sortis pour promouvoir le projet)
- 2004 : The Private Press: Sound + Vision Édition (DVD + CD ; l'album classique couplé à un DVD regroupant les clips de cette période)
- 2006 : Freeze (avec Cut Chemist)
- 2006 : The Outsider: Limited Version (DVD + CD) (l'album classique couplé à un DVD regroupant les clips de cette période.
- 2008 : Hard Sell at the Hollywood Bowl (avec Cut Chemist)

### Coffrets
- 2005 : Funky Skunk, pour le projet Public Works en collaboration avec Shepard Fairey d'OBEY. Il contenait cinq t-shirts dont un exclusif, un livre d'art signé Shepard Fairey, un sac d'autocollants et le disque éponyme. Toutes les boites ont été assemblées à la main. Série limitée de 450 pièces numérotées)
- 2006 : Freeze 45 Box Bundle, qui contenait une mallette exclusive, les DVD Freeze et Product Placement, deux disques de feutrine aux couleurs Slurp 45, et un 45 tours exclusif regroupant deux annonces radio publicitaires promotionnelles entourant le projet. Série limitée entre 300 et 500 pièces numérotées.
- 2008 : The 4-Track Era Box Bundle, en collaboration avec le dessinateur Paul Insect. Il contenait les trois disques de la série éponyme ainsi qu'un quatrième disque exclusif accompagné d'un étui pour y ranger l'ensemble, deux tee-shirts dont un exclusif, un lot de badges et deux planches d'autocollants. Toutes les boites ont été assemblées à la main. Série limitée de 200 pièces numérotées.